# Jason Derülo (álbum)
Jason Derülo é o álbum de estreia do cantor pop Jason Derülo, lançado em 2 de março de 2010. O álbum foi produzido por JR Rotem e apresenta os singles, "Whatcha Say", que alcançou o número 1 no Hot 100 E.U.A "In My Head", que alcançou o número 1 na UK Singles Chart e "Ridin Solo'", que marca pela terceira vez consecutiva Jason Derülo número 1 na UK R & B Chart.

## Faixas[2]
1. "Whatcha Say" (Jason Derülo, Kisean Anderson, J-Lex, Jonathan Rotem, Imogen Heap) - 3:42
2. "Ridin' Solo" - 3:39
3. "In My Head" (Derülo, Rotem) - 3:21
4. "The Sky's the Limit" - 4:02
5. "What If" - 3:19
6. "Love Hangover"
7. "Encore" 3:43
8. "Fallen" - 4:03
9. "Blind" - 3:33

Bonus Track
- "Queen of Hearts" (Digital bonus track) - 4:02